# 丹羽詩温
丹羽 詩温（にわ しおん、1994年6月18日 - ）は、アメリカ合衆国テキサス州エルパソ出身、大阪府高槻市育ちのプロサッカー選手。Jリーグ・カマタマーレ讃岐所属。ポジションはフォワード。
豊富な運動量で攻守にハードワークができ、得点感覚能力に長ける。前線の競り合いから、ボール奪取する力がある。

## 来歴
2017年、明治大学から愛媛FCに入団。4月9日、第7節のロアッソ熊本戦でデビューを果たすと、先制点をあげて勝利に貢献した。6月11日、第18節のFC岐阜戦では3度目の決勝点をあげて勝利に貢献した。
2018年3月21日、第5節のアルビレックス新潟戦では決勝点をきめて勝利に貢献した。
2021年、ツエーゲン金沢へ完全移籍、多彩な得点パターンで勝負強くゴールを記録、自己最多9得点の活躍となる。2022年1月23日に右足関節後方インピンジメント症候群受傷、全治3か月。
2023年より、ブラウブリッツ秋田へ期限付き移籍。秋田のクロス攻撃からの
ボレーシュートが生きると北條聡に予想されていたが、移籍後初ゴールは髙田のシュートに瞬間反応してのボレーとなった。2024年シーズンより、完全移籍を発表。
2024年7月、カマタマーレ讃岐へ期限付き移籍を発表。
2025年は讃岐へ完全移籍することとなった。

## 人物・エピソード
- 米国には2歳までしかおらず、英会話は得意ではない[16]。
- 好きな食べ物は魚メニュー、チョコレート、焼き鳥、焼さば寿司、アボカド、寒鰤、白子、貝類、ぬれおかき[17]。キャンプ地では、伊勢海岸が好み[18]。配偶者は小中の同級生で、管理栄養士である[19]。
- 秋田での背番号15は、高校の先輩江口直生からリレー着用する形となった[20]。
- 好きな言葉は、「習慣は才能を超える」[21]。
- 小学生の時から[22]、無意識に舌を出してしまうクセがある[23][24][25][26]。他に同様の状態が見られるスポーツ選手としては、マイケル・ジョーダン、遠藤保仁、タイガー・ウッズ、カール・ルイスなどがいる[27]。
- 大阪桐蔭高校、愛媛FC、ブラウブリッツ秋田、カマタマーレ讃岐で江口直生の後から加入している。

## 所属クラブ
- 西大冠FC (高槻市立西大冠小学校)
- 高槻市立城南中学校
- 大阪桐蔭高等学校
- 明治大学
- 2017年 - 2020年  愛媛FC
- 2021年 - 2023年  ツエーゲン金沢
  - 2023年  ブラウブリッツ秋田 (期限付き移籍)
- 2024年 -  ブラウブリッツ秋田
  - 2024年7月 - 12月  カマタマーレ讃岐 (期限付き移籍)
- 2025年 -  カマタマーレ讃岐

## 個人成績
| 国内大会個人成績 | 国内大会個人成績 | 国内大会個人成績 | 国内大会個人成績 | 国内大会個人成績 | 国内大会個人成績 | 国内大会個人成績 | 国内大会個人成績 | 国内大会個人成績 | 国内大会個人成績 | 国内大会個人成績 | 国内大会個人成績 |
| 年度             | クラブ           | 背番号           | リーグ           | リーグ戦         | リーグ戦         | リーグ杯         | リーグ杯         | オープン杯       | オープン杯       | 期間通算         | 期間通算         |
| 年度             | クラブ           | 背番号           | リーグ           | 出場             | 得点             | 出場             | 得点             | 出場             | 得点             | 出場             | 得点             |
| 日本             | 日本             | 日本             | 日本             | リーグ戦         | リーグ戦         | リーグ杯         | リーグ杯         | 天皇杯           | 天皇杯           | 期間通算         | 期間通算         |
| ---------------- | ---------------- | ---------------- | ---------------- | ---------------- | ---------------- | ---------------- | ---------------- | ---------------- | ---------------- | ---------------- | ---------------- |
| 2017             | 愛媛             | 15               | J2               | 34               | 7                | -                | -                | 2                | 1                | 36               | 8                |
| 2018             | 愛媛             | 15               | J2               | 34               | 1                | -                | -                | 1                | 0                | 35               | 1                |
| 2019             | 愛媛             | 15               | J2               | 28               | 5                | -                | -                | 1                | 0                | 29               | 5                |
| 2020             | 愛媛             | 15               | J2               | 42               | 6                | -                | -                | -                | -                | 42               | 6                |
| 2021             | 金沢             | 9                | J2               | 40               | 9                | -                | -                | 0                | 0                | 40               | 9                |
| 2022             | 金沢             | 9                | J2               | 23               | 1                | -                | -                | 2                | 0                | 25               | 1                |
| 2023             | 秋田             | 15               | J2               | 37               | 2                | -                | -                | 1                | 0                | 38               | 2                |
| 2024             | 秋田             | 15               | J2               | 7                | 0                | 3                | 1                | 1                | 0                | 11               | 1                |
| 2024             | 讃岐             | 30               | J3               | 18               | 3                | -                | -                | -                | -                | 18               | 3                |
| 2025             | 讃岐             | 30               | J3               |                  |                  |                  |                  |                  |                  |                  |                  |
| 通算             | 日本             | 日本             | J2               | 245              | 31               | 3                | 1                | 5                | 1                | 256              | 33               |
| 通算             | 日本             | 日本             | J3               | 18               | 3                | 0                | 0                | 0                | 0                | 18               | 3                |
| 総通算           | 総通算           | 総通算           | 総通算           | 263              | 34               | 3                | 1                | 8                | 1                | 274              | 36               |

出場歴
- Jリーグ初出場初得点 - 2017年4月9日 J2第7節 ロアッソ熊本戦 (ニンジニアスタジアム)

## タイトル

### クラブ
明治大学
- 関東大学サッカーリーグ戦 (2016年)
- 総理大臣杯全日本大学サッカートーナメント (2016年)